# THE BREAKERS
THE BREAKERS（ザ・ブレイカーズ）は、日本のロック・バンド。1978年に結成、1985年に解散。

## メンバー
- 真島昌利（ましま まさとし、1962年2月20日 - ） - ギター・ボーカル
現ザ・クロマニヨンズ（元THE BLUE HEARTS、THE HIGH-LOWS）。
通称「マッシー」（現在は「マーシー」）。
- 杉浦光治（すぎうら こうじ） - ギター・ボーカル
結成当初からのメンバーだが、1984年2月に脱退。
解散後、メンバーはほとんど彼に会っていないらしい。通称「オッちゃん」。
- 篠原太郎 （しのはら たろう、1963年2月25日 - ） - ベース・ボーカル
現THE BRICK'S TONE、ピノキオズ。通称「タロウ」、「タロサ」。
- 大槻敏彦 （おおつき としひこ、1962年7月10日 - ） - ドラム・ボーカル
現THE BRICK'S TONE、ピアノトリオ。通称「ヒコ」。

### その他のメンバー
- 石井アキラ（いしい あきら） - ギター
元ピカピカ。杉浦脱退後にサポートメンバーとして参加。
1985年ラストライブにも参加している。
- 八木橋カンペー（やぎはし かんぺー） - キーボード
1986年から解散まで、チェッカーズのサポートメンバーとして活動。
THE BREAKERS後期のサポートメンバーとしてキーボードを担当した。
- 中島一徳 - ベース
8 1/2に所属。
THE BREAKERSとして初めて出演した1978年クリスマスのライブに、ベーシストとして参加した[1]。
- 田島 - ドラム
ボルシーに所属。
THE BREAKERSとして初めて出演した1978年クリスマスのライブに、ドラマーとして参加した[1]。

## 概要
真島が中学生の時、同級生の杉浦と組んだバンドが前身。高校の頃からTHE BREAKERSとして活動を始めた。当時は真島がベースを担当。中学が一緒だった大槻は一時的にドラムで参加していた。大槻の紹介で篠原がドラムとして加入（本来はベーシスト）。その後、篠原の高校の後輩である蓬田をドラマーとして迎え入れ、ベースの担当が真島から篠原に替わり、真島はギター担当になり4人編成となる。蓬田が脱退することになり、旧知の仲であった大槻が参加した。杉浦の脱退により3人編成となる。サポートのキーボード、ギターを入れてライブ活動を続行していたが、1985年に解散。
新宿、原宿のライブハウスを中心に活動し、ザ・コーツ、THE LONDON TIMES、ザ・シャムロックなどのバンドと共演し、モッズ族のヒーロー的存在として人気を集めていた。先駆者的に、原宿の歩行者天国でのバンド演奏を行っていた。当時のロックイベントに出演した映像や歩行者天国での映像はYouTubeなどで見ることができる。シーナ&ザ・ロケッツやRCサクセションが所属していた音楽事務所「りぼん」に所属。
後年、真島のソロで発表される「アンダルシアに憧れて」、「煙突のある街」は当時、THE BREAKERSで演奏されていた。「カレーライスにゃかなわない」、「さすらいのニコチン野郎」、「夜の中を」、「ローリングジェットサンダー」、「岡本君」なども元々は当時演奏されていた曲がベースになっている。元々はTHE BREAKERSの頃の曲で、後のTHE BLUE HEARTSやTHE HIGH-LOWS、ソロ作品の下敷きになった曲も多い。
THE BLUE HEARTSでデビュー以降、髪型があまり変わらない真島であるが、THE BREAKERS時代の髪型はリーゼント（1960年代のマージービート・バンドの影響）や、モヒカン（ザ・クラッシュのジョー・ストラマーの影響）など様々であり、ニックネームも「マーシー」ではなく「マッシー」だった。
真島は後年、自身の著書で、電気のブレーカーから命名したことを回顧。当時住んでいた団地でブレーカーがよく落ちたとのこと。

## 略歴
- 1978年
杉浦(ギター)と真島(ベース)が中心となりトリオバンドとして結成。初期の頃はラブソングを中心に歌っていた。
- 1982年
初代ドラマーの加藤が真島、杉浦との意見の相違から脱退。篠原がドラムとして参加。その後、篠原がベースになり真島はギターとなる。そして大槻がドラムで参加。
- 1983年
ビクター系列のレコード会社、フィリップス・レコードよりメジャー・デビューが決定する。しかし、所属事務所「りぼん」とレコード会社間で、初回プレス数について折り合いがつかず、デビューの話は白紙となる。
デビュー・シングルとして発売予定だった「涙のCOOL DANCING/ダイヤルを廻すだけでいいのに」はプレス直前であり、業界向サンプルカセットテープなどは出回っていたが、結局、発売には至らなかった。
- 1984年
2月19日、杉浦が脱退。その後は真島・篠原・大槻の3人で活動を継続。
この年の3月21日に、前年に白紙となったシングルを自主制作で発表する話もあったが、それも白紙となった。
- 1985年
1月25日、新宿JAM STUDIOのイベント「マーチ・オブ・ザ・モッズ」での演奏を最後にバンドは解散。なお、この日のライブには甲本ヒロトが飛び入りでステージに上がった。

## 解散後
真島は篠原と「ホリー・バーバリアン」というユニットで一度限りのライブを行う。甲本ヒロトらとTHE BLUE HEARTSやTHE HIGH-LOWSを結成。現在もザ・クロマニヨンズで精力的に活動。
篠原は1988年にソロ・シンガーとしてメルダックからメジャー・デビュー。ソロアルバムを2枚発表するが、その後、ソロ活動に疑問を持ち、1991年に大槻や古川英俊と共にTHE BRICK'S TONEを結成する。篠原は「ピノキオズ」、古川は「SPRRAY」、大槻は「ピアノトリオ」やドラム教室の講師としての活動も並行して行っている。解散後も篠原や大槻は真島のソロツアーやソロアルバムに参加している。

## 楽曲

### オリジナル曲
3人ボーカル(杉浦、真島、篠原)
- BREAKERS STOMP!

真島ボーカル
- 涙のCOOL DANCING
  - デモが存在する。
  - ボツになったシングルレコードのA面。解散直前に歌詞を大幅に変えた。
- アンダルシアに憧れて
  - デモが存在する。
  - 歌詞を変えて真島のソロシングルでセルフカバーされた。後に近藤真彦に楽曲提供された。
- 錆びたナイフ
  - デモが存在する。
- プラットホームで待ちくたびれて
  - デモが存在する。
- BEATにしびれて
  - デモが存在する。後の「さすらいのニコチン野郎」。
  - 定番のラストナンバーだった。初期は「チャックベリーがエレキギター弾けば」だったが、後期には「ブッカ―Tがオルガンを弾けば」と歌詞を変えて歌われた。初期の頃は他部でも歌詞が変えられて歌われることもあった。
- ママにさよなら
  - デモが存在する。
  - メロディは後の「TRAIN-TRAIN」の一部になった説もあるが、真相は不明。
- スーパーマンを紹介するぜ
  - デモが存在するが、よくデモと間違えられる音源がある。
  - 後の「カレーライスにゃかなわない」。
- GIRL FRIEND
  - デモが存在する。
- 素敵なBEAT TIME
  - デモが存在する。
  - 「このままで」と表記されている事が多いが間違い。桑田りんに提供された曲。
- 夜の中で
  - デモが2パターン存在する。
  - 初期のタイトルは「夢の中で」、後の「夜の中を」。
- クライマックス
  - 一部分は「年をとろう」。
  - 曲の中盤がカットされた音源が多く、フル音源はほとんど存在しない。
- 屋上の落伍者
  - 後の「砂丘」
- 煙突のある街
  - 後に真島のソロアルバムでセルフカバー。小山卓治に提供された曲。
  - THE BREAKERS時代のライブでは一度しか演奏されていない。
- OH DARLING
- Baby Don't Look Back
- いつでもロックンロール
- Don't Knock Me Down
  - ネット掲示板にて「恋はおしまい」の歌詞の書き込みがあった後からネット上で認知され始め、歌詞も不明であるため、この曲の存在自体が不明確。
- 恋はおしまい
  - コーラスに「Don't Knock Me Down」と聴こえる部分がある為同タイトル曲(とされている曲)と同一の曲の可能性がある。

篠原ボーカル
- 窓に映ったシルエット
  - デモが存在する。
- 永遠のシーズン
- HELLO! HELLO GIRL!
  - デモが存在する。
- ダイヤルを廻すだけでいいのに
  - デモが存在する。
  - ボツになったシングルレコードのB面。後の「ローリングジェットサンダー」。
- SWINGING GENERATION
- 君の瞳に
  - 初期のタイトルは「Cause My Heart Is Blue」で、歌詞も違っていた。
  - 後の「アウトドア派」。
- STREET GIRL
  - デモが存在する。
- 悲しきNO NO BOY
  - 初期のタイトルは「SO I'M SAD」で、歌詞も違っていた
- 危ないKIDS
- あの娘のイニシャル
  - デモが存在する。
  - デモ音源では篠原、ライブでは真島が歌っている。
- 恋を恐れず(Don't Be Afraid Of Love)

大槻ボーカル
- どこかで I Think You
  - デモが2パターン存在する。
- 時代遅れのタキシード
  - デモが存在する。
  - 初期のタイトルは「使い古しのタキシード」。
- DOWN TOWN BOY
  - デモが存在する。
- フェアリーテール
  - デモが存在する。
- ティーチャー
  - デモが存在する。
  - 後の「スティックマンにチープな夢を」。
- 凍り付いた五番街(俺の街)
- NOT SO GOOD
- 映画のような恋(MOVIE OF LOVE)
  - デモが存在する。

杉浦ボーカル
- 恋は今すぐ
  - デモが存在する。
- 恋に焦がれて
- 悲しみあふれでて
  - デモが存在する。
- 二人の合い言葉
  - デモが存在する。杉浦が最後に歌った曲。
- 忘れたのかい
  - デモが存在する。
- 彼女がハートに火をつけた
  - 初期のタイトルは「ハートに火がついた」
- あの娘にもう一度
- アンジェラ

タイトル・ボーカル不明
- Forever Thinking of You
  - ボーカル不明。「STARDUST MEMORY」は間違い。
- (タイトル不明)
  - ボーカル不明。1982年頃に歌われていた。後の「お前を離さない」。
  - ボーカルは真島と杉浦。1981年頃に歌われていた。オリジナル。
  - ボーカルは真島。1981年頃に歌われていた。オリジナル。
  - ボーカル不明。1981年頃に歌われていた。オリジナルかカバーかも不明。
  - ボーカルは加藤。1981年まで歌われていた。オリジナル。

### カバー曲
全員ボーカル
- Shout

杉浦&真島ボーカル
- High Heel Sneakers
- Fortune Teller
- Bring It On Home To Me
- Don't Start Running Away
- Some Other Guy
- A Shot Of Rhythm and Blues

杉浦ボーカル
- Peanuts Butter
- You Can't Catch Me
- I got To Find My Baby
- Ain't That Just Like Me
- You Better Move On
- Will You Love Me Tomorrow
- Cadillac

真島ボーカル
- Reelin' and Rockin'
- So Sad About Us
- Walking The Dog
- Too Much Monkey Business
- Boom Boom
- I can't Explain
- For Your Love
- When A Man Loves A Woman
- What'd I Say (後に篠原カバー曲としてVoを交代)
- Do You Love Me
- Can't Hurry Love
- Everybody Needs Somebody

篠原ボーカル
- Oh! My Soul
- Laudy Miss Claudy
- Beautiful Dreamer
- Tutti Frutti
- Hippy Hippy Shake
- You're No Good
- What'd I Say (真島と交代してVoをとる)
- Route 66
- Sunny
- You Keep Me Hanging On

大槻ボーカル
- Everybody Loves A Lover
- Da Doo Ron Ron
- Glad All Over